# Footlight Parade
Footlight Parade (bra: Belezas em Revista) é um filme musical pre-Code estadunidense de 1933, do gênero comédia, dirigido por Lloyd Bacon com números musicais criados e dirigidos por Busby Berkeley. Foi estrelado por James Cagney, Joan Blondell, Ruby Keeler e Dick Powell, e apresenta Frank McHugh, Guy Kibbee, Hugh Herbert e Ruth Donnelly. O filme foi escrito por Manuel Seff e James Seymour baseado em uma história de Robert Lord e Peter Milne. As partituras do filme foram feitas por Harry Warren e Sammy Fain, e as letras escritas por Al Dubin e Irving Kahal, e incluem "By a Waterfall", "Honeymoon Hotel" e "Shanghai Lil".
Em 1992, "Footlight Parade" foi selecionado para preservação no National Film Registry, seleção filmográfica da Biblioteca do Congresso dos Estados Unidos como sendo "culturalmente, historicamente ou esteticamente significante".

## Sinopse
Chester Kent (James Cagney) substitui sua carreira fracassada como diretor de musicais da Broadway por uma nova como criador de números musicais que chama de "prólogos", produções curtas apresentadas ao vivo nos cinemas antes da exibição de longas-metragens. Ele enfrenta a pressão de seus parceiros de negócios para criar continuamente um grande número de prólogos que sejam bons comercialmente para apresentar em cinemas de todo o país, mas seu trabalho é dificultado por um rival que está roubando suas ideias, provavelmente com a ajuda de alguém que trabalha dentro de sua empresa. Kent se sente tão sobrecarregado com o trabalho que não percebe que sua secretária Nan (Joan Blondell) se apaixonou por ele e está fazendo o possível para protegê-lo, assim como seus interesses.
Os parceiros de negócios de Kent anunciam que têm um grande negócio pendente com o circuito de teatro Apolinaris, mas para conseguirem assinar o contrato, Kent precisa impressionar o Sr. Apolinaris (Paul Porcasi) com três prólogos espetaculares apresentados na mesma noite, um após o outro em três teatros diferentes. Kent se tranca com sua equipe em seu escritório para evitar vazamentos ou quaisquer tipos de espionagem enquanto coreografam e ensaiam três números de produção.

## Elenco

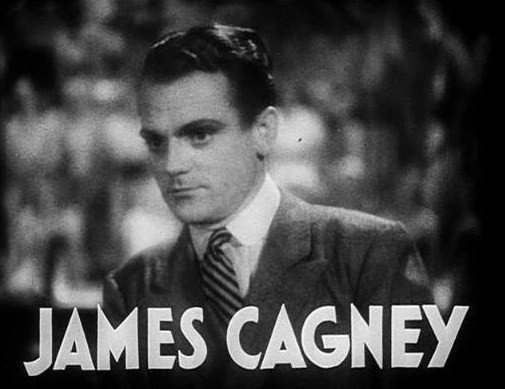
James Cagney
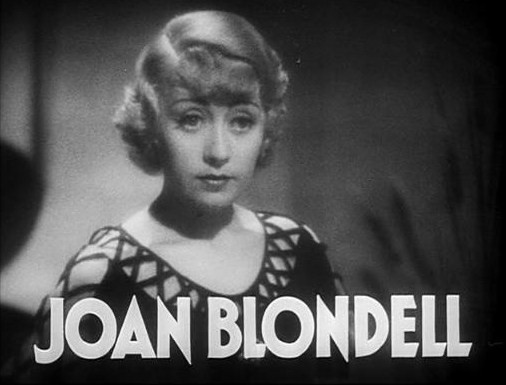
Joan Blondell
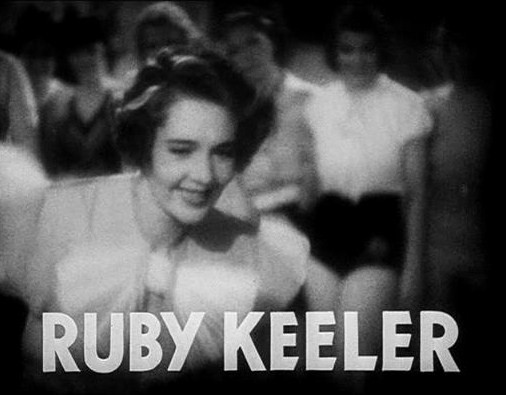
Ruby Keeler
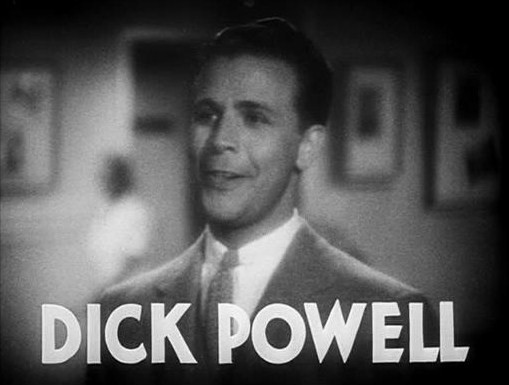
Dick Powell
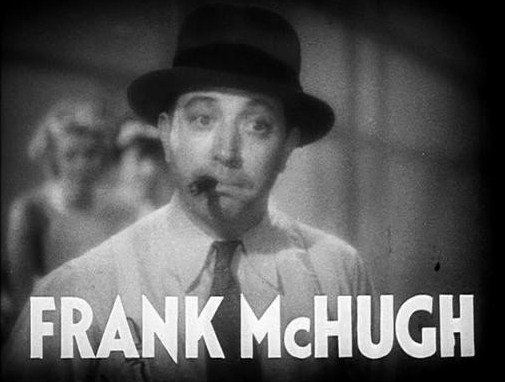
Frank McHugh
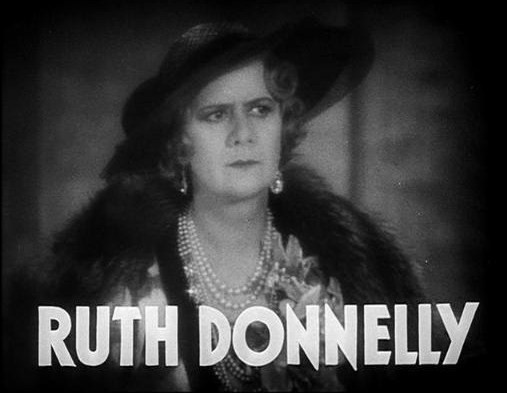
Ruth Donnelly
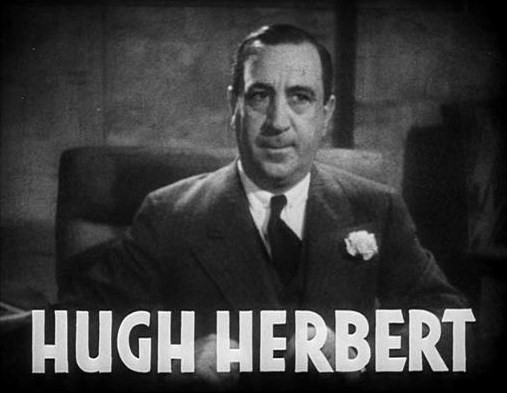
Hugh Herbert
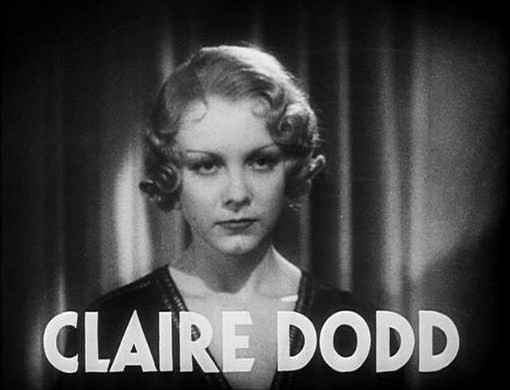
Claire Dodd

- James Cagney como Chester Kent, criador de prólogos musicais
- Joan Blondell como Nan Prescott, a secretária
- Ruby Keeler como Bea Thorn, dançarina e secretária
- Dick Powell como Scott "Scotty" Blair, líder juvenil que é o "protegido" da Sra. Gould
- Frank McHugh como Francis, diretor de dança
- Ruth Donnelly como Harriet Bowers Gould, esposa mimada e nepotista do produtor
- Guy Kibbee como Silas "Si" Gould, um produtor
- Hugh Herbert como Charlie Bowers, irmão da Sra. Gould e o censor dos programas de Kent
- Claire Dodd como Vivian Rich, antiga amiga interesseira de Nan
- Gordon Westcott como Harry Thompson, assistente de Kent
- Arthur Hohl como Al Frazer, outro produtor
- Renee Whitney como Cynthia Kent, esposa gananciosa de Chester
- Paul Porcasi como George Apolinaris, proprietário de uma cadeia de cinemas
- Barbara Rogers como Gracie
- Philip Faversham como Joe Barrington, líder juvenil que é outro "protegido" da Sra. Gould
- Herman Bing como Fralick, diretor de música
- Billy Barty como "Mouse" e "Little Boy"
- Hobart Cavanaugh como Title-Thinker-upper
- George Chandler como Farmacêutico

Notas do elenco:
- Dorothy Lamour, Victoria Vinton, Ann Sothern e Lynn Browning estavam entre as muitas coristas do filme. Foi a estreia de Lamour no cinema.[8]
- Às vezes é escrito que John Garfield fez sua estreia no cinema (não-creditada) no número musical "Shanghai Lil".[8] O documentário da Turner Classic Movies de 2003, "The John Garfield Story", refuta isso, assim como várias biografias de John Garfield que montam uma linhas do tempo onde ele está em Nova Iorque e logo depois em turnê em Chicago com o renascimento da peça "Counsellor-at-Law", em 1933.[9][10]
- O filme mostrado brevemente no cinema no início do filme é "The Telegraph Trail", estrelando um jovem John Wayne e, coincidentemente ou não, Frank Mchugh.

## Números musicais

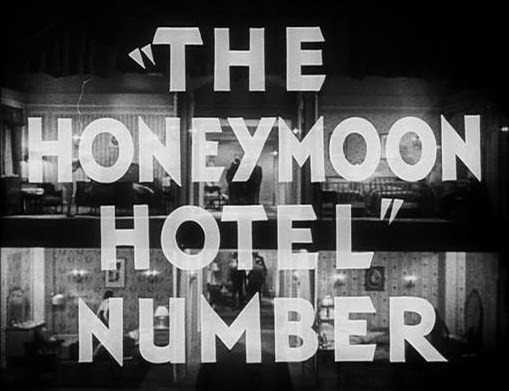
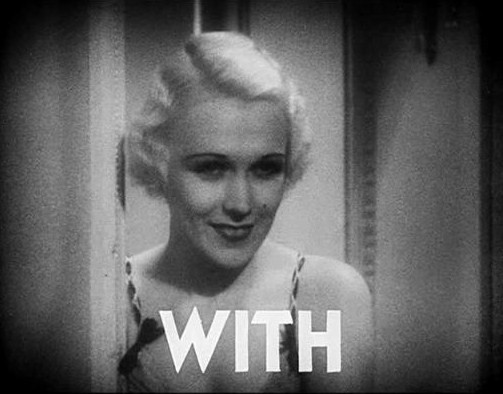
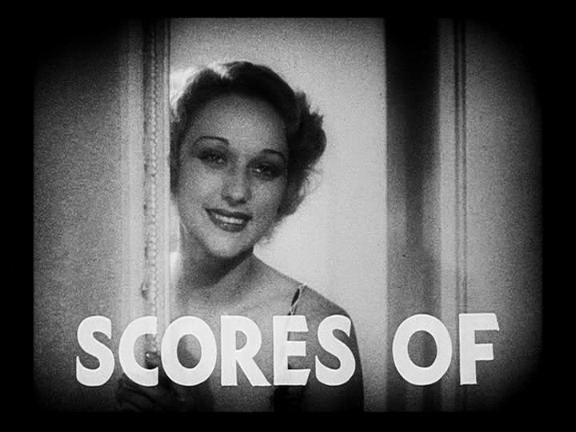
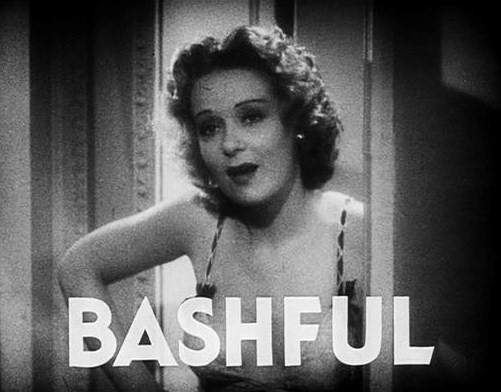
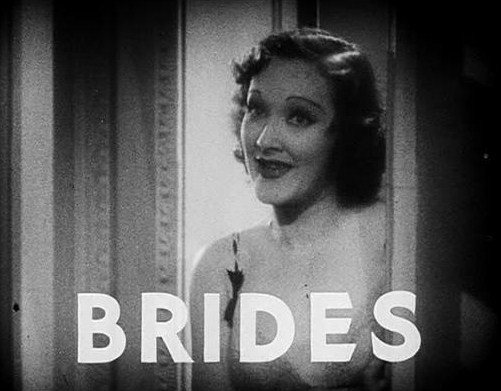

- "Honeymoon Hotel" – por Harry Warren (partitura) e Al Dubin (letra)
- "Shanghai Lil" – por Harry Warren (partitura) e Al Dubin (letra)
- "By a Waterfall" – por Sammy Fain (partitura) e Irving Kahal (letra)
- "My Shadow" – por Sammy Fain (partitura) e Irving Kahal (letra)
- "Ah, the Moon Is Here" – por Sammy Fain (partitura) e Irving Kahal (letra)
- "Sitting on a Backyard Fence" – por Sammy Fain (partitura) e Irving Kahal (letra)

Fonte:

## Produção
Cagney, um ex-cantor e dançarino, fez campanha ativa com os executivos da Warner Bros. para o papel principal em "Footlight Parade", que se tornou sua primeira aparição na tela como dançarino. Cagney só havia interpretado um gângster quando ele e Edward Woods trocaram de papéis três dias antes do início das filmagens de "The Public Enemy", de 1931. O papel catapultou Cagney para o estrelato e uma série de filmes de gângsteres e, ao longo de sua carreira, Cagney descobriu ser tanto uma camisa de força quanto um benefício.
O personagem de Cagney, Chester Kent, foi baseado em Chester Hale, um empresário conhecido na época, e os escritórios onde trabalhou foram baseados nos escritórios do Sunset Boulevard, da produtora de prólogos Fanchon e Marco em Los Angeles.
Embora relatórios anteriores tenham tido Stanley Smith na liderança juvenil, o papel foi designado para Dick Powell, e o filme tornou-se a terceira junção de Powell e Ruby Keeler depois de "42nd Street" (1933) e "Gold Diggers of 1933" (1933), os dois primeiros musicais de Busby Berkeley para a Warner Bros. Berkeley não foi a escolha original para coreógrafo – Larry Ceballos foi assinado para dirigir os números de dança, e processou Berkeley e o estúdio por US$ 100.000 por quebra de contrato quando não permitiram que ele produzisse as sequências.
Dorothy Tennant, em vez de Ruth Donnelly, foi originalmente escalada para interpretar Sra. Gould. Outros atores considerados para diversos outros papéis incluíam Eugene Pallette, George Dobbs e Patricia Ellis.
"Footlight Parade" foi gravado no estúdio da Warner Bros. em Burbank, Califórnia, e custou cerca de US$ 703.000. Estreou em 30 de setembro de 1933, com seu lançamento geral em 21 de outubro.
O filme teve um lucro de US$ 1.601.000 nacionalmente e de US$ 815.000 no exterior, totalizando US$ 2.416.000 mundialmente e tornando-se um dos filmes de maior sucesso da Warner Bros. daquele ano.

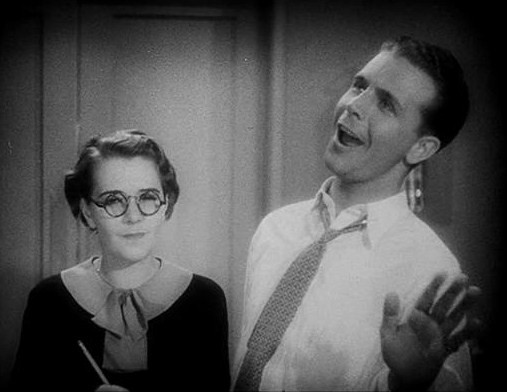
Bea (Ruby Keeler) não era muito fã de Scotty (Dick Powell).

## Promoção
Tal como aconteceu com muitos outros filmes pre-Code, incluindo musicais, materiais apresentavam mulheres seminuas em cartazes de lançamento de filmes, lobby cards e fotografias promocionais, como visto com Joan Blondell.

## Cenas da era pre-Code
O filme foi feito durante a era pre-Code, e seu humor é considerado bastante picante, com múltiplas referências à prostituição e sugestões de palavrões em grande parte não ouvidos novamente em filmes até a década de 1960, quando o Código de Produção entrou em colapso. Por exemplo, o personagem de Dick Powell fica "mantido" pela Sra. Gould até se apaixonar por outra garota.
A personagem Nan Prescott, interpretada por Joan Blondell, é o centro de várias falas e momentos inapropriados. Ela apresenta sua colega de quarto, Vivian Rich como "Senhorita Bi... Rich" (trocando a palavra "bitch" – cadela, ou vadia – pelo sobrenome de Vivian, que rima). E mais tarde, quando Vivian tenta aproveitar um Chester intoxicado, Nan a expulsa de seu apartamento, alegando que Vivian terá um emprego "enquanto houver calçadas". No número "Shanghai Lil", fica claro que Lil e todas as outras garotas são prostitutas trabalhando nos bares à beira-mar junto com cenas de uma casa de ópio. Um personagem interpretado por Hugh Herbert atua como censor das produções de Kent, constantemente dizendo a Kent que certas partes de seus números de produção precisam ser alteradas. Seu personagem é retratado como bobo e cômico, dizendo falas desagradáveis para Kent, como "você deve colocar sutiãs nessas bonecas..." (referindo-se a bonecas de brinquedos) "...uh-uh, você conhece Connecticut".

## Honrarias
O filme é reconhecido pelo Instituto Americano de Cinema nas seguintes listas:
- 1992: National Film Registry pela Biblioteca do Congresso dos Estados Unidos;
- 2006: Maiores musicais do cinema – Indicado.[21]